# Pierre Billotte
Pierre Armand Gaston Billotte, född den 8 mars 1906, död den 29 juni 1992, var en fransk arméofficer och politiker. Han var son till generalen Gaston Billotte.
Efter faderns död och den tyska segern i slaget om Frankrike blev Billotte fängslad av den tyska militären. Han flydde följande år och utnämndes av den fria franska exilregeringen till chef för den militära beskickningen till Moskva. 1942–43 var han stabschef hos Charles de Gaulle. 
Efter den allierade invasionen av Frankrike knöts han först till andra pansardivisionen och därefter till tionde divisionen. Efter befrielsen  blev han biträdande arméchef och därefter sändebud till Förenta nationerna 1946–50.
Efter att ha lämnat aktiv tjänst blev han försvarsminister (1955–56) under Edgar Faure och minister för departement och territorier på andra sidan havet (1966–68) under Georges Pompidou.